# Campionato italiano di hockey su ghiaccio 1954-1955
Il Campionato italiano di hockey su ghiaccio 1954-55 fu la 22ª edizione del campionato nazionale.

## Serie A

### Formula
Si ritorna alla formula del doppio girone di qualificazione con partite di andata e ritorno più un girone finale per la conquista dello scudetto. Inoltre è introdotto lo spareggio tra le ultime due formazioni di ogni gruppo che costringe la perdente ad affrontare la vincente del Campionato di Promozione (la serie cadetta) per rimanere nella massima serie o retrocedere.

### Formazioni
A causa dei risultati economici inferiori alle aspettative, l'iscrizione del Torino, neopromosso, è a rischio per il mancato finanziamento della società Torino Sport, di cui la squadra di hockey fa parte. Al termine di diverse riunioni la società Torino Sport decide di vendere il Palazzo del Ghiaccio del Valentino a una società privata, mentre tutti i giocatori dell'HC Torino passano al Centro Sportivo Fiat, che fa il suo ingresso nell'hockey su ghiaccio e garantisce la partecipazione al campionato di serie A.

Problemi finanziari anche ad Ortisei, dove per continuare l'attività si chiede l'intervento degli enti locali. Problemi anche per i Diavoli Rossoneri Milano, notevolmente indeboliti rispetto agli anni passati a causa dei problemi finanziari già presenti nella stagione precedente: dopo le dimissioni del presidente la società fu commissariata e fu costretta ad abbandonare momentaneamente il Campionato per svolgere una tournée all'estero per reperire nuovi fondi.
- Girone A: Bolzano, Cortina, Fiat Torino e Ortisei.
- Girone B: Milano Inter, Auronzo, Alleghe e Diavoli Rossoneri Milano

### Girone Finale
Le partite del girone finale previste a Bolzano, come da accordi tra le società, sono dirette da arbitri svizzeri per ovviare il ripetersi delle polemiche delle stagioni passate. Diventa decisivo lo scontro dell'ultima partita in programma, che davanti ad un palazzo gremito in ogni ordine di posto è ad appannaggio della formazione meneghina per 4-1.
- Milano Inter - Auronzo 13-5
- Bolzano - Cortina 5-2
- Milano Inter - Cortina 14-7
- Bolzano - Auronzo 10-7
- Milano Inter - Bolzano 4-1

Il Milano Inter si riconferma Campione d'Italia chiudendo il girone finale a punteggio pieno.
 L'Hockey Club Milano Inter vince il suo quindicesimo (ed ultimo) scudetto in 22 edizioni del campionato.

Formazione Campione d'Italia: Portieri: Vittorio Bolla e Franco Bollani. Difensori: Mario Bedogni - Carlo Montemurro - Umberto Gerli - Salvatore Guccione. Attaccanti: Giancarlo Agazzi - Ernesto Crotti - Gianpiero Branduardi - Billy Cupolo - George Beach.

#### Spareggio retrocessione
- Diavoli Rossoneri Milano - Ortisei 3-2

##### Spareggio ultima Serie A/prima Serie B
- Ortisei - Asiago 5-4

La squadra alto atesina, sconfitta nello spareggio contro i Diavoli Rossoneri, prevale sull'Asiago, vincitore del torneo di Promozione (il campionato di Serie B), per 5-4, relegando la squadra vicentina tra i cadetti.